# Ptolemaiida
Ptolemaiida (o ptolemaidos) es un orden extinto de mamíferos similares en tamaño a un lobo que vivieron en el norte y el este de África durante el Paleógeno. Los fósiles más antiguos provienen de estratos de finales del Eoceno de la Formación Jebel Qatrani, cerca del oasis del Fayum en Egipto. Los más modernos se han encontrado en estratos de principios del Mioceno en la isla Rusinga, Lago Victoria, Kenia.
Anteriormente considerados cimolestos, se han colocado dentro de Afrotheria ya que el taxón era endémico de África y debido a algunas similitudes en las características anatómicas del cráneo en común con los cerdos hormigueros, así como análisis de secuencias de colágeno obtenidas del fósil han revelado que no pertenecen a Cimolesta y Laurasiatheria. Actualmente no está claro si forman un taxón hermano de Tubulidentata o si son una secuencia parafilética que los conduce. En cualquier caso, su estrecha relación puede ofrecer la posibilidad de verdaderas sinapomorfias dentales con Afrosoricida.

Ha existido mucha confusión acerca de los orígenes e incluso la identidad de los ptolemaidos. El primer espécimen, un colección de dientes molares aislados de la especie tipo, Ptolemaia lyonsi, fueron identificados originalmente como de un primate, debido a que eran aplanados y casi idénticos a los de los primates. Más tarde, cuando se halló el primer cráneo, se pensó que era una especie de musaraña monstruosa del tamaño de un lobo, ya que el cráneo poseía largos colmillos, y era muy delgado. Sin embargo recientemente se ha reconsiderado la posible dieta de los ptolemaidos y su posible comportamiento, ya que el desgaste de sus dientes sugiere que eran usados para aplastar objetos duros o moler comida abrasiva, y sus dientes tienen poca o ninguna capacidad de corte. Incluso así, algunas fuentes aún se refieren a ellos como musarañas gigantes carnívoras.

## Taxonomía
Estos son los géneros reconocidos actualmente:
- Ptolemaia Osborn, 1908 (género tipo)
- Qarunavus Simons & Gingerich, 1974
- Cleopatrodon Bown & Simons, 1987
- Merialus Russel & Godinot, 1988
- Euhookeria Russel & Godinot, 1988
- Kelba Savage, 1965

### Filogenia
Cladograma basado en el análisis de Cote y colaboradores de 2007:

|  | Género sin nombre de BQ-2 |
|  |                           |
|  | Kelba                     |
|  |                           |

|  | Cleopatrodon |
|  |              |
|  | Ptolemaia    |
|  |              |

|  | Género sin nombre de BQ-2 |
|  |                           |
|  | Kelba                     |
|  |                           |

|  | Cleopatrodon |
|  |              |
|  | Ptolemaia    |
|  |              |